# Iolanda Balaș
Iolanda Balaș Sőtér (în maghiară Balázs-Sőtér Jolán; n. 12 decembrie 1936, Timișoara, România – d. 11 martie 2016, București, România) a fost o campioană olimpică română de etnie maghiară, care a dominat proba de săritura în înălțime timp de un deceniu. Din 1988 până în 2005 a fost președinta Federației Române de Atletism. 

## Familia

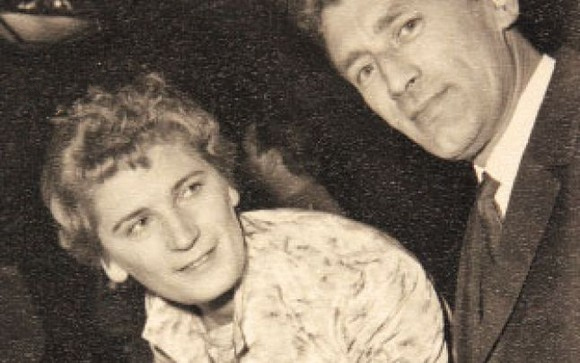
Iolanda Balaș și Ioan Soter

Tatăl ei, Frigyes, de meserie lăcătuș, provenit dintr-o familie româno-maghiară, a fost soldat în armata ungară și a rămas la Budapesta după al doilea război mondial. Mama Iolandei, Etel Bozsó, a fost casnică. Iolanda a devenit cetățean ungar în 1947, dar chiar și așa autoritățile române au refuzat acordarea dreptului de plecare în Ungaria. În interviul acordat după ce a participat la ședința comună de guvern româno-ungară (Tăriceanu-Gyurcsány) desfășurată la Sibiu în anul 2005 a relatat: „M-am născut în decembrie 1936 la Timișoara, oraș care atunci încă semăna cu un europolis. Părinții și rudele sunt maghiari unul câte unul, încă mai trăiesc în Ungaria. Însă eu n-am avut această șansă. (...) Sper totuși că pe lângă români, și maghiarii sunt mândri de mine.” Iolanda Balaș a fost căsătorită cu Ioan Soter din 1967.

## Primii pași în sport
Iolanda Balaș, de religie romano-catolică, a urmat Liceul Catolic de Fete din Timișoara, unde călugărițele țineau cu strictețe orele de sport.
Înaltă de 1,85 m, antrenată de fostul săritor János Sőtér, care devine mai târziu soțul ei, va rămâne în istoria atletismului pentru dominația probei de săritură în înălțime femei timp de un deceniu. În 1953 s-a transferat de la clubul timișorean „Electrica” la CCA (CSA Steaua). Între 1957 și 1967, Iolanda Balaș a învins în 150 de întreceri consecutive, depășind recordul său mondial de 14 ori, purtându-l de la 1,75 m la 1,91 m.

## Performanțe
Primul ei record mondial a fost la 14 iulie 1956 la București, crescând cu 1 cm recordul stabilit de britanica Thelma Hopkins cu aproximativ două luni înainte. Recordul său a rămas nedepășit până la finala olimpică de la Melbourne 1956, când a fost învinsă de atleta din SUA, Mildred McDaniel cu înălțimea de 1,71 m, care a stabilit un nou record olimpic și mondial; în acea întrecere Iolanda Balaș a avut performanța de 1,67 m, clasându-se pe locul cinci. Săritoarea română a egalat recordul mondial în anul următor, dar după două luni chinezoaica Feng-Jung Cheng a sărit 1,77 m. În 7 iunie 1958, Iolanda Balaș redevine deținătoarea recordului mondial cu performanța de 1,78 m, iar în decurs de trei ani recordul mondial este depășit cu încă 13 cm, recordul mondial fiind ameliorat de 11 ori, până la 1,91 m în 16 iulie 1961. Distanța între Iolanda Balaș și adversarele sale era foarte mare: când ea a ajuns la 1,91 m, nicio altă atletă nu trecea de 1,78 m. Recordul său a rezistat alți zece ani, până când introducerea stilului Fosbury a permis altor atlete să-l depășească: austriaca Ilona Gusenbauer reușește să sară 1,92 m în 4 septembrie 1971 la Viena.
Un exemplu al supremației sportive a Iolandei Balaș a fost finala olimpică de la Roma 1960. Din 15 concurente inițiale, numai patru au depășit înălțimea de 1,71 m. Iolanda Balaș a sărit 1,73 m de la prima încercare, în timp ce adversarele sale epuizaseră toate tentativele regulamentare, fără să reușească să sară o asemenea înălțime. După stabilirea victoriei sale, Iolanda Balaș a continuat singură întrecerea: a depășit înălțimea de 1,75 m, a sărit 1,77 m la prima încercare, 1,81 m la a doua, 1,85 m la a treia. A încercat și 1,87 m, care ar fi fost un nou record mondial, dar după două tentative a renunțat. A câștigat medalia de aur cu o diferență de 14 cm față de a doua clasată, poloneza Jaroslava Jozwiakowska.

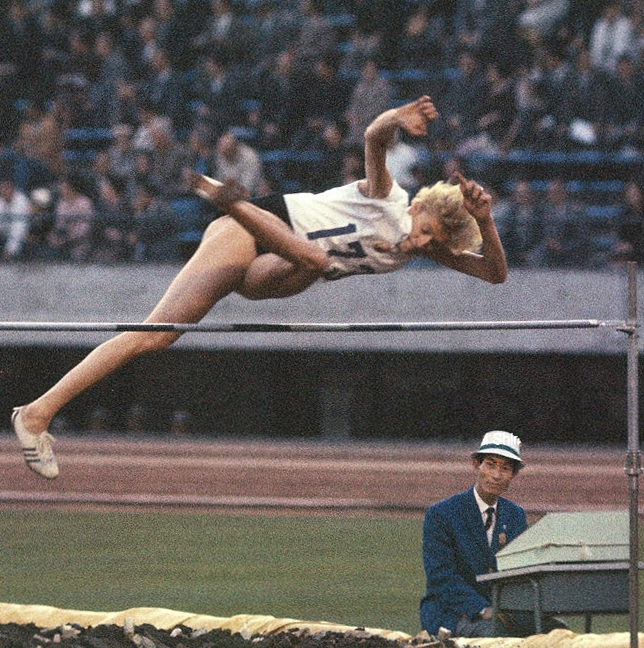
La Jocurile Olimpice din 1964

După patru ani, la Jocurile de la Tokio se reconfirmă campioană olimpică. Nivelul general al concurenței crescuse între timp, dar diferența rămânea notabilă: Iolanda Balaș a terminat concursul cu performanța de 1,90 m, după ce a eșuat în încercările de a stabili un nou record mondial, de 1,92 m, în timp ce australianca Michel Brown, deținătoarea medaliei de argint, se oprise la 1,80 m, cu zece centimetri mai puțin.
Pe lângă recorduri mondiale și olimpice, în palmaresul ei mai intră și două medalii de aur la campionatele europene de atletism de la Stockholm în 1958 și Belgrad în 1962, precum și o medalie de argint la Berna în 1954.
După retragerea din competiții, Iolanda Balaș a rămas activă în atletism ca arbitru. În perioada 1990 - 2005, Iolanda Balaș a fost președintele Federației Române de Atletism (FRA).

## Distincții
- Medalia Muncii (21 august 1954) „pentru merite deosebite pe tărîmul construcției de stat, economice, sociale și culturale, cu ocazia celei de a zecea aniversări a eliberării patriei noastre”[17]
- Medalia Muncii (18 decembrie 1956) „pentru merite deosebite in pregătire și pentru rezultatele obținute la cea de a XVI-a ediție a jocurilor olimpice care au avut loc la Melbourne”[18]
- Ordinul „Steaua Republicii Populare Romîne” clasa a IV-a (3 septembrie 1962) „pentru contribuția adusă la dezvoltarea mișcării de cultură fizică și sport în Forțele Armate ale Republicii Populare Romîne, cît și pe plan național”[19]
- Ordinul „Meritul Sportiv” clasa I (6 octombrie 1966) „pentru rezultate deosebite în activitatea sportivă și contribuția valoroasă la dezvoltarea culturii fizice și sportului în țara noastră”[20]
- Ordinul Muncii clasa I (1960), Ordinul Național Steaua României în grad de Ofițer (2000), Ordinul Meritul Sportiv clasa I (2004), Ordinul Național Steaua României în grad de Comandor (2006) și post-mortem Ordinul Național Steaua României în grad de Mare Ofițer (2016).[8][21][22]

Ea a fost cetățean de onoare al orașului Timișoara (1998) și al municipiului București (2001).
În anul 2010 Iolanda Balaș a primit din partea regelui Mihai, în cadrul ceremoniei desfășurate la Palatul Elisabeta din București, decorația regală „Nihil Sine Deo”, pentru merite deosebite aduse sportului românesc, pentru modul în care a condus Federația Română de Atletism și pentru promovarea excelenței în sportul românesc, precum și a tinerilor sportivi.
În anul 2012 a fost inclusă în memorialul „IAAF Hall of Fame”.

## Palmares
| An   | Competiție                | Locație                    | Loc | Note   |
| ---- | ------------------------- | -------------------------- | --- | ------ |
| 1954 | Campionatul European      | Berna, Elveția             | 2   | 1,65 m |
| 1956 | Jocurile Olimpice         | Melbourne, Australia       | 5   | 1,67 m |
| 1957 | Universiada               | Paris, Franța              | 1   | 1,66 m |
| 1958 | Campionatul European      | Stockholm, Suedia          | 1   | 1,77 m |
| 1959 | Universiada               | Torino, Italia             | 1   | 1,80 m |
| 1960 | Jocurile Olimpice         | Roma, Italia               | 1   | 1,85 m |
| 1961 | Universiada               | Sofia, Bulgaria            | 1   | 1,85 m |
| 1962 | Campionatul European      | Belgrad, Iugoslavia        | 1   | 1,83 m |
| 1964 | Jocurile Olimpice         | Tokio, Japonia             | 1   | 1,90 m |
| 1966 | Jocurile Europene în sală | Dortmund, Germania de Vest | 1   | 1,76 m |